# Fiziologija človeka
Fiziologija človeka je veda o življenjskih procesih v zdravem človeškem organizmu in njegovih delih. Tradicionalno obravnava človeka kot skupek medsebojno povezanih organov in organskih sistemov, katerih delovanje in interakcije preučuje. Področje raziskovanja se v veliki meri prekriva s fiziologijo živali; poskusi na živalih so prispevali nekatera temeljna spoznanja o fiziologiji, ki veljajo tudi pri človeku. Osnovni koncept je tudi pri fiziologiji človeka homeostaza - sposobnost organizma, da vzdržuje konstantno notranje okolje kljub spremembam v zunanjosti.
Fiziologija človeka je eno temeljnih področij medicine, tesno povezano z anatomijo. Motnje v fizioloških mehanizmih obravnava patofiziologija.